# بوقلمون وحشی نوک‌سیاه
بوقلمون وحشی نوک‌سیاه، بوقلمون وحشی نوک‌زرد یا تالگالا نوک‌سیاه (Talegalla fuscirostris) گونه‌ای از پرندگان خانواده پابزرگ‌مرغان (Megapodiidae) است که در جزایر آرو و گینه نو یافت می‌شود. زیستگاه طبیعی آن جنگل‌های جلگه‌ای نمناک نیمه‌گرمسیری یا گرمسیری است.